# The Seven-Beer Snitch
The Seven-Beer Snitch (рус. Тюремная крыса) — четырнадцатый эпизод шестнадцатого сезона мультсериала «Симпсоны». Премьерный показ состоялся 3 апреля 2005 года на канале FOX.

## Сюжет
Семья Симпсонов приезжает в Шелбивилль, где попадает на мюзикл «Песнь Шелбивилля», в которой спрингфилдцы высмеиваются как некультурная деревенщина. Это настолько расстраивает их, что Мардж созывает Культурный совет, чтобы решить, как Спрингфилду избавиться от такого стереотипа. Ей приходит в голову мысль нанять архитектора Фрэнка Гери, чтобы он построил им «такой же концертный зал, как в Лос-Анджелесе». Мардж пишет письмо Гери, тот его, скомкав, бросает на землю и вид этого измятого клочка бумаги наводит его на идею, как может выглядеть концертный зал Спринфилда. С макетом архитектор прибывает в Спрингфилд. Здание стоимостью 30 миллионов долларов начинает возводиться и очень скоро происходит торжественное открытие. Первое произведение в новом Зале — Симфония № 5 Бетховена, но зрители покидают мероприятие после первых же нот, их не останавливает даже сообщение, что дальше они услышат музыку Филипа Гласса. Зал стоит пустой, он ветшает, там начинают показывать «фильмы для взрослых», а затем и вовсе выступления стендап-комика Дэвида Бреннера.
Мэр Куимби очень зол на горожан, которые не сказали ему, что ненавидят классическую музыку; теперь он решает сменить название города, чтобы обмануть кредиторов, которым Спрингфилд должен 30 миллионов. Но проблему решает мистер Бернс: он выкупает это здание и переделывает его в тюрьму. Бернс объявляет набор в свою тюрьму на должность охранников, Гомер практически прошёл отбор, но другой претендент, Отто Манн, меняет их анализы мочи, и поэтому Гомера, обвинив в употреблении наркотиков, выставляют вон.
Тем временем мистер Бернс недоволен убытками: его тюрьме надо больше заключённых. Ему на помощь приходит шеф полиции Виггам, которые обещает «сцапать полгорода, применив давно забытые законы». Одной из жертв рвения Виггама становится Гомер, который на улице пять раз подряд пнул пустую жестяную банку, что давно забытым, но не отменённым законом рассматривается как незаконная транспортировка мусора. Гомер попадает в тюрьму Бернса.
Однажды он становится свидетелем попытки побега Змея Джейлбёрда; опасаясь, что тот поранился, упав с крыши в выезжающий за ворота тюрьмы грузовик, Гомер зовёт охрану. Начальник охраны благодарит Гомера и предлагает ему стать «стукачом, настоящей крысой». После недолгих колебаний Гомер соглашается стучать на заключённых, и вскоре начинает жить хорошо: в камере у него сотовый телефон, плазменный телевизор, сигары, деньги. Иерархическая верхушка заключённых решает выяснить, кто стучит на них, и очень быстро вычисляют Гомера. Змей «сливает» ему дезинформацию, что сегодня ночью будет побег. Гомер передаёт эти сведения начальству; охранники, занявшие позиции вокруг тюрьмы, готовы пресечь побег. Итак, в тюрьме остаются только заключённые, кто-то открывает все камеры, и они, приговаривая «Бить крыс!», двигаются к камере Гомера и за ним начинается охота в темноте. Увидев происходящее в прямом эфире новостей, Мардж проникает в тюрьму и находит мужа. Они вдвоём закрываются в газовой камере, а тем временем спецназ нейтрализует взбунтовавшихся заключённых. Появляются губернатор Мэри Бейли, мистер Бернс с секретарём, начальник охраны. Услышав, что теперь в наказание мистер Бернс собрался жестоко пытать заключённых, Гомер «стучит» губернатору и на хозяина тюрьмы, и на начальника охраны о плохой пище и обращении. Губернатор отправляет всех заключённых на плавучую мусорную баржу, а Гомера отпускает домой.
Параллельная сюжетная линия показывают зрителю, как кошка Симпсонов, Снежинка, стала очень жирной. Выясняется, что она ходит в соседний дом, где выпрашивает еду. Новые хозяева дали ей имя Дымок, выдрессировали её, и, похоже, Снежинка больше любит их, чем Симпсонов. Чтобы выяснить, что же так понравилось Снежинке в этом доме, Барт хитростью проникает внутрь на разведку. Возвращается он с полными руками сластей и в прямом смысле выдрессированным.

## Культурные отсылки и факты

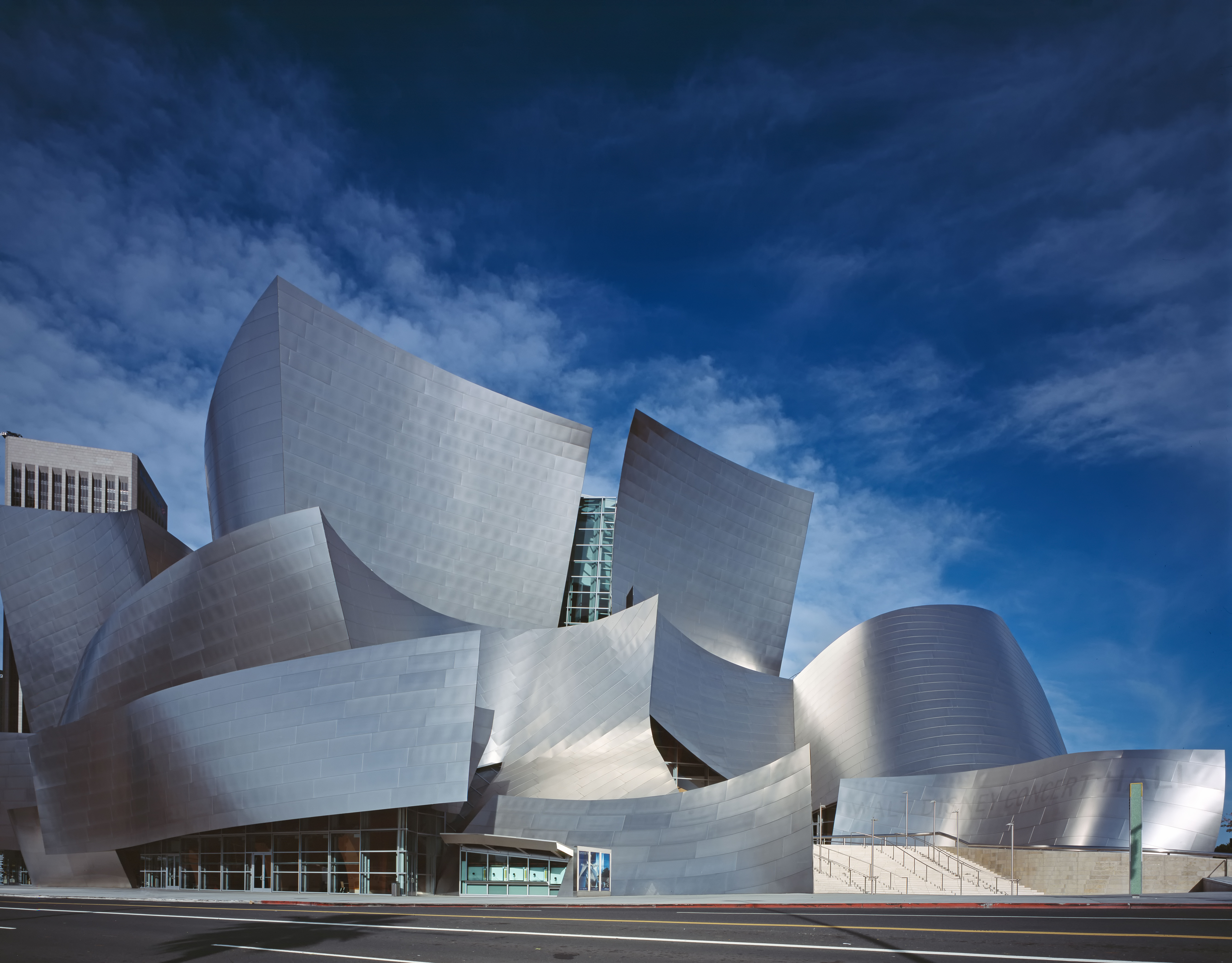
Концертный зал имени Уолта Диснея, архитектор — Фрэнк Гери, открыт в 2003 году.

- В эпизоде сам себя озвучил архитектор Фрэнк Гери — он стал первым человеком этой профессии, появившимся в мультсериале камео. В эпизоде показано, что вид смятого письма Мардж вдохновил его на создание концертного зала Спрингфилда весьма оригинальной конструкции, очень похожей на другое его творение — Концертный зал имени Уолта Диснея[1][2].
- Оригинальное название эпизода пародирует название фильма 1955 года «Зуд седьмого года» (англ. The Seven Year Itch).
- Среди предложений о новом названии для Спрингфилда фигурируют «Лима-Перу» и «Макдональдс».
- В моче Гомера (на самом деле — Отто) обнаружено огромное количество разнообразных наркотиков, в том числе «какие-то жёлтые субмарины».
- Крохотная шапочка Гомера, которую ему подарил мистер Бернс, является отсылкой к Саймону Адебиси[англ.], персонажу телесериала «Тюрьма Оз».
- Во время финальных титров показано, как Гомер вбегает в Концертный зал Спрингфилда, наполненный людьми, и кричит, что здесь оставаться небезопасно. Барт объясняет отцу, что это всего лишь его сон, он заснул у телевизора во время просмотра фильма «Ад в поднебесье».
- Губернатор в конце эпизода, за исключением причёски, является копией мёртвой Беатрисы Симонс из эпизода 2-го сезона «Старые деньги».
- В русскоязычном дубляже название эпизода переводят как «Тюремная крыса», «Семь пивных доносчиков», «Новая тюрьма в Спрингфилде», «Семи-Пивной стукач».